# Entoloma virescens
Entoloma virescens (Berk. & M.A. Curtis)  E. Horak ex Courtec., Mycotaxon 27: 131 (1986).
Entoloma virescens è un fungo raro con un carpoforo dal caratteristico colore azzurro cielo appartenente al genere Entoloma; è reperibile in Australia, in Nuova Zelanda oppure in Giappone.

## Descrizione della specie
Cappello
2-3,5 cm di diametro, conico, di colore blu-azzurro, vira al giallo al tatto.
Lamelle
Distanti 4–6 mm, libere, concolori al cappello.
Gambo
Carne
Azzurra, vira rapidamente al giallo al taglio oppure al tocco.
Microscopia
Sporerosa in massa.

## Habitat
Fruttifica in autunno, sotto latifoglie, nei pressi di terreno ricco di humus e di fogliame o legno marcescente.

Raro.

## Commestibilità
Non commestibile, senza valore.

Comunque da proteggere in quanto trattasi di specie rara.

## Etimologia
Dal latino = altus = alto e pes = piede, con riferimento al gambo allungato.

## Sinonimi
- Agaricus virescens Berk. & M.A. Curtis, Proc. Amer. Acad. Arts & Sci. 4: 116 (1860)
- Amanita bulbosa var. virescens (Fr.) Gillet, Les Hyménomycètes ou description de tous les champignons (fungi) qui croissent en France (Alençon): 36 (1874)
- Inopilus virescens (Berk. & M.A. Curtis) Pegler, Kew Bull., Addit. Ser. 12: 268 (1986)
- Leptonia virescens (Berk. & M.A. Curtis) Sacc., (1887)
- Entoloma hochstetteri (Reichardt) G. Stev. Kew Bull 16: 233 (1962)